# بطولة تونس للكرة الطائرة للرجال 2019–20
بطولة تونس للكرة الطائرة للرجال 2019-2020 هو الموسم رقم 65 من بطولة تونس للكرة الطائرة للرجال.

فاز بهذا الموسم الترجي الرياضي التونسي.

## روابط خارجية
- الموقع الرسمي للجامعة التونسية للكرة الطائرة.